# Teófilo Stevenson
Teófilo Stevenson Lawrence, o Teófilo Stevenson, (Puerto Padre, Cuba 1952 - L'Havana, Cuba 11 de juny de 2012) va ser un boxejador cubà guanyador de tres medalles olímpiques d'or. Era conegut popularment com a Pirolo o el Gigante del Central Delicias.

## Biografia
Va néixer el 23 de març de 1952 a la ciutat de Puerto Padre, població situada al sud-est de l'illa de Cuba, fill d'emigrants de Saint Vincent i Saint Kitts.

## Carrera esportiva
Va participar, als 20 anys, en els Jocs Olímpics d'Estiu de 1972 realitzats a la ciutat de Múnic (Alemanya Occidental), on va aconseguir guanyar la medalla d'or en la prova de pes pesant, un metall que aconseguí revalidar en els Jocs Olímpics d'Estiu de 1976 realitzats a Mont-real (Canadà) i en els Jocs Olímpics d'Estiu de 1980 realitzats a Moscou (Unió Soviètica). Juntament amb l'hongarès László Papp i el cubà Félix Savón és l'únic boxejador en aconseguir guanyar tres medalles olímpiques d'or.
Al llarg de la seva carrera ha guanyat tres medalles en el Campionat del Món de boxa, totes elles d'or; i tres medalles més en els Jocs Panamericans, dues d'elles d'or.